# ダニエル・サントス
ダニエル・サントス（Daniel Santos、1975年10月10日 - ）は、プエルトリコの男性プロボクサー。元WBO世界ウェルター級王者。元WBO・WBA世界スーパーウェルター級王者。世界2階級制覇王者。

## 来歴
1996年、プエルトリコ代表としてアトランタオリンピックボクシングウェルター級に出場し、銅メダルを獲得した。
1996年9月28日、アメリカ合衆国でプロデビュー。
1999年11月27日、WBO世界ウェルター級王者アーメド・カタイエフ（ロシア）に挑戦し、12回1-2（113-115、113-115、117-111）の判定負けで王座獲得に失敗した。
2000年5月6日、アーメド・カタイエフとダイレクトリマッチで対戦し、5回KO勝ちで王座を獲得した。
2001年7月21日、アントニオ・マルガリート（メキシコ）と対戦するも、初回に偶然のバッティングでマルガリートの右眉付近がカットし無効試合となったため、3度目の防衛に成功した。
その後、減量苦によりウェルター級王座を返上し、スーパーウェルター級に転向した。
2002年3月16日、WBO世界スーパーウェルター級王座決定戦でルイス・ラモン・カンパス（メキシコ）と対戦し、11回カンパスが左目の異常を訴えてそのままレフェリーストップとなるTKO勝ちで2階級制覇に成功した。
2004年9月11日、WBO世界ウェルター級王者アントニオ・マルガリートと3年ぶりに再戦。前回同様、マルガリートが右眉付近をカットし、9回終了時2-1（87-84、86-85、85-86）の僅差負傷判定勝ちで4度目の防衛に成功した。
2005年12月3日、5度目の防衛戦でセルゲイ・ジンジラク（ウクライナ）と対戦し、8回にダウンを奪われるなどして0-3の判定負けで王座から陥落した。
2007年10月6日、元WBA世界スーパーウェルター級王者ホセ・アントニオ・リベラ（アメリカ合衆国）とノンタイトルマッチで対戦し、8回TKO勝ち。
2008年7月11日、WBA世界スーパーウェルター級王者ジョアシャン・アルシーヌ（ハイチ）と対戦し、6回KO勝ちで王座を獲得した。
2009年11月14日、ユーリ・フォアマンと対戦し、12回0-3の判定負けで王座から陥落したのを最後に現役を引退した。

## 獲得タイトル
- WBO世界ウェルター級王座（防衛3度）
- WBO世界スーパーウェルター級王座（防衛4度）
- WBA世界スーパーウェルター級王座（防衛0度）